# Wohltäter (Astrologie)
Die Begriffe Wohltäter (lateinisch beneficus ‚wohltuend‘) und Übeltäter (maleficus ‚übeltuend‘) bezeichnen in der Astrologie traditionell Planeten, welche einen grundsätzlich und dem Wesen nach positiven beziehungsweise negativen Einfluss ausüben.
Als Wohltäter gelten Jupiter und Venus, wobei Jupiter manchmal als der Große Wohltäter und Venus als der Kleine Wohltäter bezeichnet wird. Ptolemäus nennt auch den Mond als Wohltäter.
Als Übeltäter gelten Saturn und Mars, wobei Saturn manchmal als der Große Übeltäter und Mars als der Kleine Übeltäter bezeichnet werden.
Die Einflüsse der übrigen Planeten, namentlich Sonne, Mond und Merkur, hängen von ihrer jeweiligen Stellung ab.
Ptolemäus gibt im Tetrabiblos eine Einordnung der sieben Planeten in Anlehnung an die aristotelischen Grundqualitäten (warm/feucht, warm/trocken, kalt/trocken und kalt/feucht) an:
| Planet  | Qualität                       |
| ------- | ------------------------------ |
| Saturn  | kalt und trocken               |
| Jupiter | warm und feucht                |
| Mars    | heiß und trocken               |
| Sonne   | heiß und mäßig trocken         |
| Venus   | warm und feucht                |
| Merkur  | abwechselnd trocken und feucht |
| Mond    | warm und sehr feucht           |

Aufgrund dieser Eigenschaften unterscheidet Ptolemäus die Planeten in Wohltäter – warm und feucht und daher fruchtbar, also Jupiter und Venus – und Übeltäter – heiß oder kalt und dazu trocken, daher lebensfeindlich, also Mars und Saturn. Sonne und Mond sind in ihrem Einfluss abhängig von den Umständen. Der Mond ist eher ein Wohltäter.
In der modernen Astrologie wird die Unterscheidung in Wohltäter und Übeltäter weitgehend abgelehnt, da sie zu schematisch sei. Es werden eher Beziehungen zwischen den Deutungsfaktoren des Horoskops betrachtet, die je nachdem harmonisch oder disharmonisch sind.
Schon traditionell gelten dabei bestimmte Aspekte als harmonisch, insbesondere Trigon und Sextil, andere als disharmonisch, namentlich Opposition, Quadrat und Halbquadrat.

Die Aspektierung eines Planeten, bei der dieser zwischen zwei Übeltätern (typischerweise Saturn und Mars) positioniert ist, gilt als ungünstig und schwächt die Würde dieses Planeten.